# انچیتا، سانتا کاتارینا
انچیتا، سانتا کاتارینا (به پرتغالی: Anchieta, Santa Catarina) یک سکونتگاه مسکونی در برزیل است که در سانتا کاتارینا واقع شده است.